# Marisa Madieri
Marisa Madieri (Fiume, 1938 - Trieste, 9 d'agost de 1996) fou una professora i escriptora italiana.

## Biografia
Marisa Madieri va nàixer a Fiume durant l'època en què aquesta ciutat va formar part del Regne d'Itàlia. El seu pare era d'ascendència hongaresa (el cognom original era Madjaric, primer adaptat com a Madierich i després Madieri) i de llengua materna alemanya, i la mare d'ètnia italiana. Arran de la derrota italiana a la Segona Guerra Mundial, la ciutat, com la regió de Dalmàcia i la península d'Ístria, on havien conviscut secularment poblacions d'orígens italians, eslaus i germànics, va ser incorporada a la República Socialista de Croàcia, dins de la Iugoslàvia de Tito. Com moltes altres famílies italianes de la regió, la família de Madieri abandonà Fiume i es refugià a Itàlia, a la ciutat de Trieste.
Madieri va estudiar l'ensenyament secundari a Venècia i després es va llicenciar en llengües i literatures estrangeres a la Universitat de Florència. Després de treballar durant alguns anys a Assicurazioni Generali, va ser professora a diversos liceus. A començaments dels anys vuitanta començà la seua lluita contra el càncer. Després d'una primera operació, abandonà l'ensenyament i se centrà en activitats de voluntariat, especialment amb el Centro di aiuto alla vita, una organització d'ajuda a dones embarassades d'inspiració catòlica i antiavortista.
Marisa Radieri va conrear també l'escriptura literària, en una obra breu però que ha merescut atenció de la crítica i el públic. La seua obra més coneguda és Verd aigua (Verde acqua, Einaudi, 1987), una mena de diari en què feia memòria de la seua infància i adolescència, dins del qual té una presència central el record de l'èxode dels italians de Fiume i les regions veïnes. També va publicar alguns relats breus.
Va estar casada amb l'escriptor i acadèmic Claudio Magris, amb el qual va tenir dos fills, Paolo i Francesco. Va morir víctima d'un càncer l'any 1996.

## Obra publicada

### En italià
- Verde acqua. Torí: Einaudi, 1987. ISBN 9788806594145
- La radura. Una favola. Torí: Einaudi, 1992. ISBN 9788806130640
- La conchiglia e altri racconti. Milà: Libri Scheiwiller, 1998. ISBN 9788876442544
- Maria. Milà: Archinto, 2007. ISBN 9788877684813

### En català
- Verd aigua. Traducció de Marta Hernández Pibernat. Barcelona: Minúscula, 2010. ISBN 9788495587619